# Kečovo
Kečovo este o comună slovacă, aflată în districtul Rožňava din regiunea Košice. Localitatea se află la altitudinea de 332 m deasupra n.m., se întinde pe o suprafață de 13,58 km2 și în 2017 număra 351 de locuitori.

## Istoric
Localitatea Kečovo este atestată documentar din 1272.

## Demografie
| An:                | 1994 | 2004    | 2014   | 2024    |
| ------------------ | ---- | ------- | ------ | ------- |
| Număr de persoane: | 467  | 397     | 371    | 306     |
| Diferență:         |      | −14,98% | −6,54% | −17,52% |

| An:                | 2023 | 2024 |
| ------------------ | ---- | ---- |
| Număr de persoane: | 306  | 306  |
| Diferență:         |      | +0%  |